# Nuno Gomes Nabiam
Pour les articles homonymes, voir Aristides et Gomes.
Nuno Gomes Nabiam, né le 17 novembre 1966 à Bissau, est un homme d'État bissao-guinéen, Premier ministre depuis le 29 février 2020.

## Biographie

### Jeunesse et formation
Il est né le 17 novembre 1966 à Bissau. En 1980, il rejoint le Parti africain pour l'indépendance de la Guinée et du Cap-Vert (PAIGC), après avoir été membre à partir de 1978 de la Jeunesse africaine Amílcar Cabral (JAAC) et de l'Organisation des pionniers Abel Djassi à partir de 1973.
Après la fin de ses études secondaires au lycée national Kwame Nkrumah en 1986, reçoit une bourse d'études relative à l'aviation civile. Il obtient ainsi  son diplôme à l'Institut supérieur d'ingénierie de l'aviation civile de Kiev. En 1994, il obtient une maîtrise en gestion d'entreprise aux États-Unis.

### Carrière professionnelle
De retour au pays, il rejoint la fonction publique, après avoir été conseiller auprès du ministre des Transports et des Télécommunications.
En 2012, il est nommé président du conseil d'administration de l'Agence de l'aviation civile de Guinée-Bissau.

### Parcours politique

#### Élection présidentielle de 2014
Il participe à l'élection présidentielle bissau-guinéenne de 2014, dont il arrive deuxième du premier tour. Il reçoit le soutien de l'armée et du Parti du renouveau social. Il est battu par José Mário Vaz. Après une médiation de l'Union africaine, Nabiam accepte de ne pas contester les résultats.

#### Élections législatives de 2019
Le 18 avril 2019, à la suite des élections législatives bissau-guinéennes de 2019, il est élu premier vice-président de l'Assemblée nationale.

#### Élection présidentielle de 2019
Il arrive troisième de l'élection présidentielle bissau-guinéenne de 2019. Au second tour, il soutient l'ancien Premier ministre Umaro Sissoco Embaló.

#### Premier ministre
Aristides Gomes est limogé de son poste de Premier ministre au lendemain de l'investiture d'Umaro Sissoco Embaló. Celui-ci prête serment en présence du président sortant José Mário Vaz, du premier vice-président de l'Assemblée nationale populaire, Nuno Nabiam, du président de la commission électorale, du procureur général, du chef d'état-major et des députés membres du Parti du renouveau social et du Mouvement pour l'alternance démocratique G-15,.
Le lendemain, Embaló nomme comme Premier ministre Nuno Gomes Nabiam. Le nouveau président justifie cette décision par l'impossible cohabitation entre les deux hommes. Il prend ses fonctions le 29 février. En réaction, l'Assemblée nationale a investi son président Cipriano Cassamá comme président par intérim, alors qu'Embaló réside au palais présidentiel. L'armée prend le contrôle du siège de la télévision et de la radio et le siège du gouvernement et le palais de justice. Assermenté le 2 mars, le nouveau gouvernement est formé de membres du Mouvement pour l'alternance démocratique G-15, de l'Assemblée du peuple uni et du Parti du renouveau social. Le poste de ministre de la Santé reste vacant jusqu'au 5 mars.
Le 23 avril, Embaló est reconnu par la CEDEAO, qui lui demande cependant de nommer un nouveau Premier ministre d'ici le 22 mai. L'organisation préconise également une réforme de la constitution dans les six mois, alors qu'Embaló évoque des législatives anticipées. Le 25 mai, le président menace alors de dissoudre l'Assemblée. Le 26 juin, cinq députés du PAIGC rejoignent la coalition au pouvoir, et le gouvernement obtient la confiance du Parlement le 1er juillet.
Le 29 avril, il annonce avoir été testé positif au virus de la Covid-19. Quatre autres membres du gouvernement sont également touchés, dont le ministre de la Santé Antonio Deuna et le ministre de l'Intérieur Botche Candé. Déclaré guéri le 8 mai, il sort de sa quarantaine.
Des hommes armés encerclent le palais du gouvernement le 1er février, où le Umaro Sissoco Embaló et le Premier ministre Nuno Gomes Nabiam se seraient rendus pour assister à une réunion du cabinet. Le radiodiffuseur d'État rapporte que la fusillade a endommagé le palais du gouvernement, situé à proximité de l'aéroport, et que des « envahisseurs » retenaient des représentants du gouvernement. Le président déclare à l'agence de presse AFP lors d'un appel téléphonique : « Tout va bien » et a ajouté que la situation « était sous contrôle ».
Le 16 mai 2022, le président Umaro Sissoco Embaló annonce la dissolution de l'Assemblée nationale populaire, annonce des élections anticipées pour le 18 décembre 2022 et reconduit Nabiam,. Deux mois avant la date prévue, un report est envisagé pour des raisons logistiques et financières. La veille du 18 décembre, Embaló annonce le report du scrutin au 4 juin 2023 à la suite d'un accord entre les partis politiques et la commission électorale.
Les législatives de 2023 sont remportées par la coalition de la Plateforme de l'alliance inclusive-Terra Ranka (PAI-Terra Ranka) menée par le PAIGC qui arrive en tête et décroche la majorité absolue des sièges. Le Mouvement pour l'alternance démocratique G-15 (Madem G15) arrive loin derrière en deuxième position. Le Madem G15 aurait souffert des luttes internes au parti ainsi que de l'incapacité du président à résoudre la chute des prix dans le secteur de la noix de cajou, dont la population tire une large part de ses revenus,. Le 28 juillet, Domingos Simões Pereira est élu président de l'Assemblée nationale populaire. Geraldo Martins est nommé Premier ministre le 7 août.